# کرس (ویرجینیای غربی)
کرس (به انگلیسی: Caress) یک منطقهٔ مسکونی در ایالات متحده آمریکا است که در شهرستان برکستون، ویرجینیای غربی واقع شده‌است.